# Быки (Максатихинский район)
Быки́ — деревня в Максатихинском районе Тверской области, входит в состав Селецкого сельского поселения.

## География
Деревня находятся у истока реки Полейка.

### Часовой пояс
Деревня Быки, как и вся Тверская область, находится в часовой зоне МСК (московское время). Смещение применяемого времени относительно UTC составляет +3:00.

## Население
| 2008 | 2010 |
| ---- | ---- |
| 49   | ↘38  |

## Достопримечательности
Деревянная часовня Георгия Победоносца, построенная в 1861 году и была приписаной к Никольской Дымцевской церкви.

## Известные уроженцы
- Образцов, Иван Филиппович[3][4] (1920—2005) — советский и российский учёный в области строительной механики и прочности летательных аппаратов, государственный и общественный деятель, организатор высшего и среднего специального образования.